# 长富宫饭店
長富宫飯店（英語：Hotel New Otani Chang Fu Gong），是中國北京市內的一家五星級酒店，於1990年開業，位於北京市朝阳区建国门外大街26號，毗鄰北京站和建国门站。

## 概况

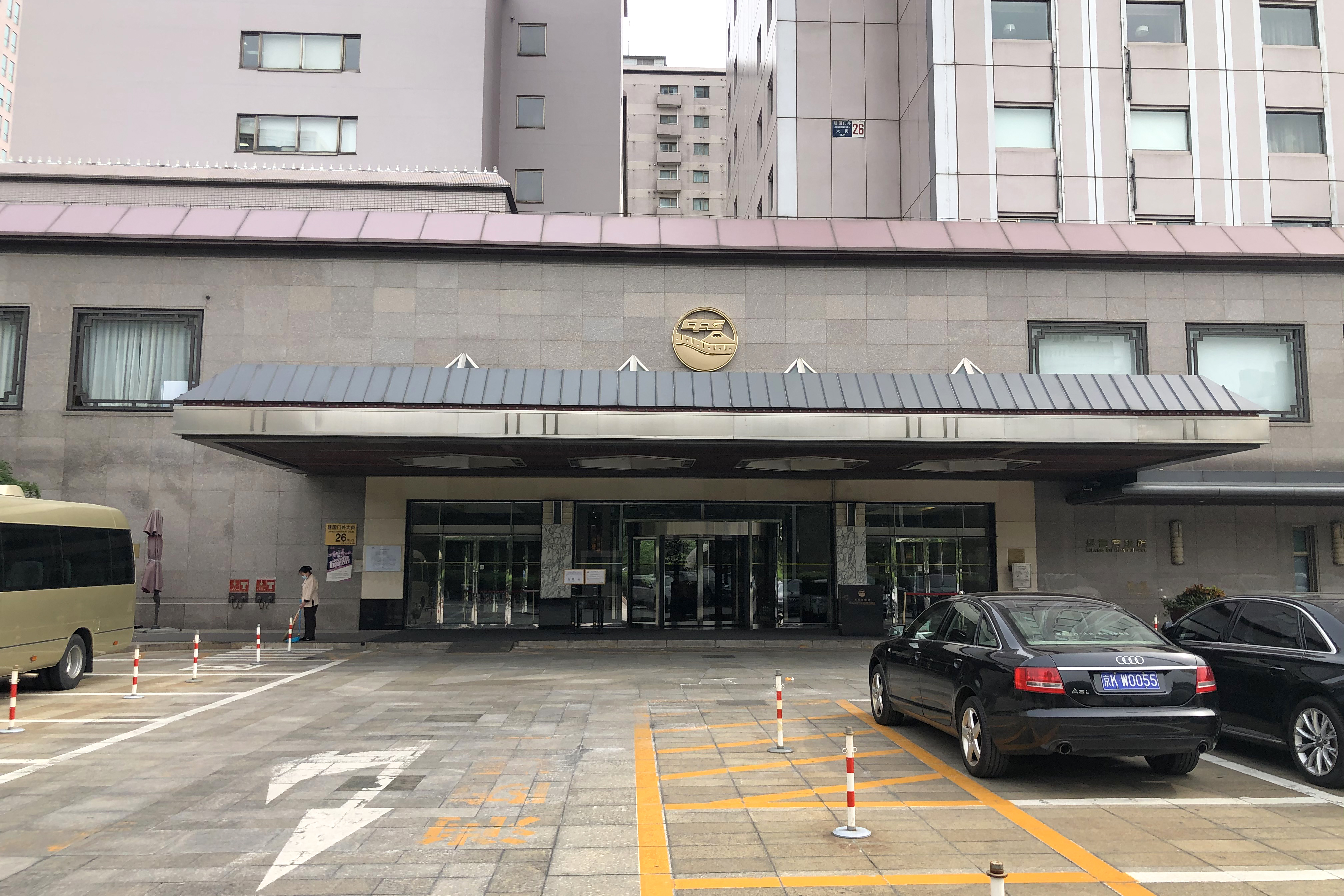
长富宫饭店入口，悬挂的标志融入了长城和富士山的元素

長富宫飯店是由日本新大谷株式会社投资，并与北京市旅游集团公司共同经营的:133。長富宫飯店共25层，客房466間，建筑面积为13,473.62 ㎡，此外还拥有超市。長富宫的名称由来是分别取自「万里长城」和「富士山」。此外邻近王府井商业区、使馆区。

## 历史
1986年9月30日，北京长富宫中心正式开工，工程由北京市建筑设计院和日本竹中工务店、大林组、新大谷、新日铁5个单位设计，北京市第一建筑工程公司实行总承包。

## 设施
- 客室：466间
- 有线局域网、无线网、温水洗净便座、健身房、游泳池、桑拿、SPA
- 中国菜「牡丹苑」（粤菜：148座席，包房5间）
- 日本料理「櫻」（143座席，包房6间，铁板烧区域12座席）
- 西餐
- 接待处
- 酒吧
- 芙蓉厅
- 健康俱乐部
- DHL・邮件
- 婚宴
- 行政沙龙
- 礼宾部